# Wang Chen (politiker)
Wang Chen (kinesiska: 王晨; pinyin: Wáng Chén), född 1950, är en kinesisk journalist och politiker. Han var chef för Folkrepubliken Kinas statsråds informationskontor 2008 till 2013. Därefter har han tjänstgjort som vice ordförande i Nationella folkkongressens ständiga utskott. Han var ledamot i den artonde centralkommittén i Kinas kommunistiska parti. Han var också ledamot i den 16:e och Den sjuttonde centralkommittén i Kinas kommunistiska parti.